# Francis Mwansa
Francis Mwansa (ur. 14 lipca 2002) – zambijski piłkarz grający na pozycji bramkarza. Od 2023 jest zawodnikiem klubu Green Buffaloes FC.

## Kariera klubowa
Swoją karierę piłkarską Mwansa rozpoczął w klubie Blue Arrows FC. W 2019 roku zadebiutował w jego barwach w drugiej lidze zambijskiej. Następnie grał w trzecioligowym ZESCO Vic Falls (2019-2020) oraz drugoligowych Malaiti Rangers (2020-2021) i Trident Kalumbila (2021-2023). Latem 2023 przeszedł do pierwszoligowego Green Buffaloes FC.

## Kariera reprezentacyjna
W reprezentacji Zambii Mwansa zadebiutował 14 lipca 2023 w wygranym 2:1 półfinałowym meczu Pucharu COSAFA 2023 z Południową Afryką, rozegranym w Umlazi. W 2024 roku powołano go do kadry na Puchar Narodów Afryki 2023. Nie wystąpił w nim w żadnym meczu.